# Vrilletta californica
Vrilletta californica là một loài bọ cánh cứng thuộc họ Ptinidae.